# Scorpion (Humberstone)
Scorpion war eine britische Automobilmarke der Scorpion Car Company, die 1965 von dem Designer Chris Humberstone etabliert wurde. Sie existierte nur ein Jahr.

## Unternehmensgeschichte
Der Scorpion Sovereign basierte auf den mechanischen Komponenten des Triumph Vitesse. Es gab drei Ausführungen: Der 616M und der 616MS besaßen einen obengesteuerten Reihensechszylindermotor mit 1,6 l Hubraum, der mit zwei bzw. drei Vergasern bestückt war. Der 620M hatte einen 2,0-l-Motor. Alle Fahrzeuge hatten einen Radstand von 2324 mm und eine Spurweite von 1245 mm.
Stilistisch waren die Autos im Wesentlichen an Front und Heck verfremdete Versionen des Triumph Vitesse. Die Türen, das Dach und die Windschutzscheibe stimmten mit dem Serien-Triumph überein. Front- und Heckbleche hatte Humberstone neu gestaltet; sie wurden von dem kleinen Karosseriebauunternehmen Williams & Prichard zugeliefert.
Allerdings kamen die Wagen auf dem Markt gar nicht an; schon im Folgejahr waren sie wieder verschwunden.

## Modelle
| Modell                 | Bauzeitraum | Zylinder | Hubraum  | Leistung       | bei Drehzahl | Radstand |
| ---------------------- | ----------- | -------- | -------- | -------------- | ------------ | -------- |
| Sovereign 616M / 616MS | 1965        | 6 Reihe  | 1596 cm³ | 70 bhp (51 kW) | 5000 min−1   | 2324 mm  |
| Sovereign 620M         | 1965        | 6 Reihe  | 1998 cm³ | 95 bhp (70 kW) |              | 2324 mm  |